# Adrianus van Everdingen

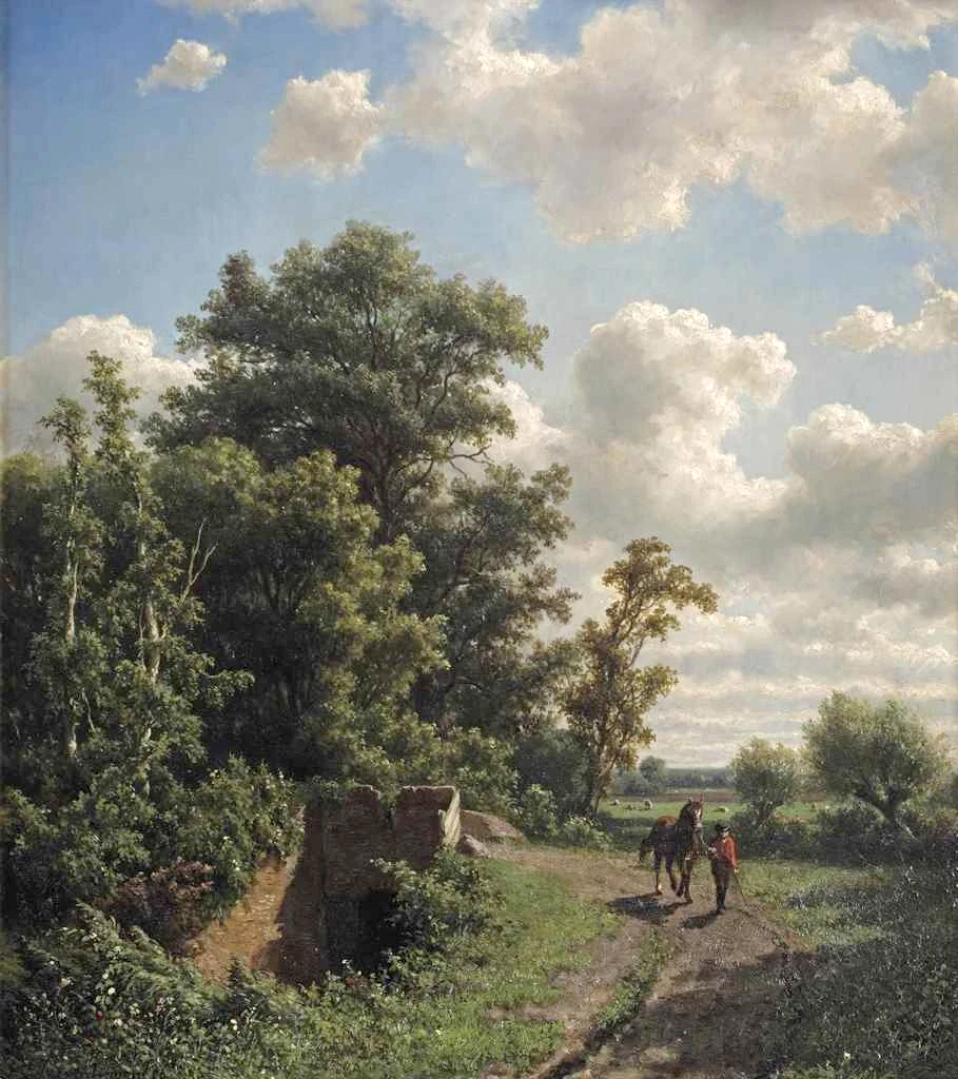
Ein Reiter auf einem Waldweg

Adrianus van Everdingen (* 22. Juni 1832 in Utrecht; † 4. September 1912 ebenda)  war ein niederländischer Landschaftsmaler, Radierer, Lithograf und Aquarellist.
Adrianus van Everdingen war Schüler von Johannes Warnardus Bilders. Er wurde von Willem Roelofs beraten und beeinflusst.
Er war Mitglied von „Arti et Amicitiae“ in Amsterdam und von 1890 bis 1899 Leiter der Genootschap „Kunstliefde“ in Utrecht.
Er nahm von 1853 bis 1903 an Ausstellungen in Amsterdam, Den Haag. Arnhem, Rotterdam usw. teil.